# Шурпанакха
Шурпана́кха — одна из ключевых героинь древнеиндийского эпоса «Рамаяна», сестра демонического правителя Ланки Раваны. Шурпанакха явилась причиной череды событий, которая привела к войне и смерти Раваны.
Шурпанакха была младшим ребёнком мудреца Вишравы и его второй жены, Кайкеси. При рождении ей дали имя Минакши («рыбьеглазая»). Шурпанакха имела необыкновенно уродливую внешность, но при этом обладала мистическими способностями и могла по желанию принимать любую форму. Шурпанакха вышла замуж за асуру Душтабуддхи, который вначале пользовался большим влиянием при дворе Раваны, но вскоре был убит им из-за своего чрезмерного властолюбия. Овдовевшая Шурпанакха стала проводить своё время между Ланкой и лесами Южной Индии, где она периодически навещала своих родственников асуров. Однажды она встретила в лесу молодого царевича Айодхьи Раму и немедленно привлеклась его прекрасной внешностью. Рама отверг её притязания, заявив о своей безраздельной преданности Сите. Взамен Рама шутливо посоветовал ей сделать предложение своему младшему брату Лакшману, который не был женат. Лакшмана также отверг Шурпанакху, которая, осознав, что двое братьев просто насмехаются над ней, в великой ярости и ревности набросилась на Ситу. Лакшмана вступился за жену своего брата и отрубил Шурпанакхе нос. Униженная и изуродованная Шурпанакха отправилась назад на Ланку ко двору своего брата Раваны. Живо описав необыкновенную красоту и добродетель Ситы, Шурпанакха предположила, что Сита была бы идеальной женой для Раваны и посоветовала Раване похитить её и жениться на ней. Равана, идя против совета своего брата Вибхишаны, похитил Ситу, что привело к началу войны и гибели Раваны от руки Рамы.
Хотя в «Рамаяне» более ничего не говорится о Шурпанакхе и её дальнейшей судьбе, после смерти Раваны она возможно жила при дворе Вибхишаны, сменившего Равану на престоле.